# Panhard 165/175 AMD und CBP
Der Panhard 165/175 AMD TOE  war ein ab etwa 1930 in den Kolonien verwendeter französischer Panzerspähwagen mit Allradantrieb.

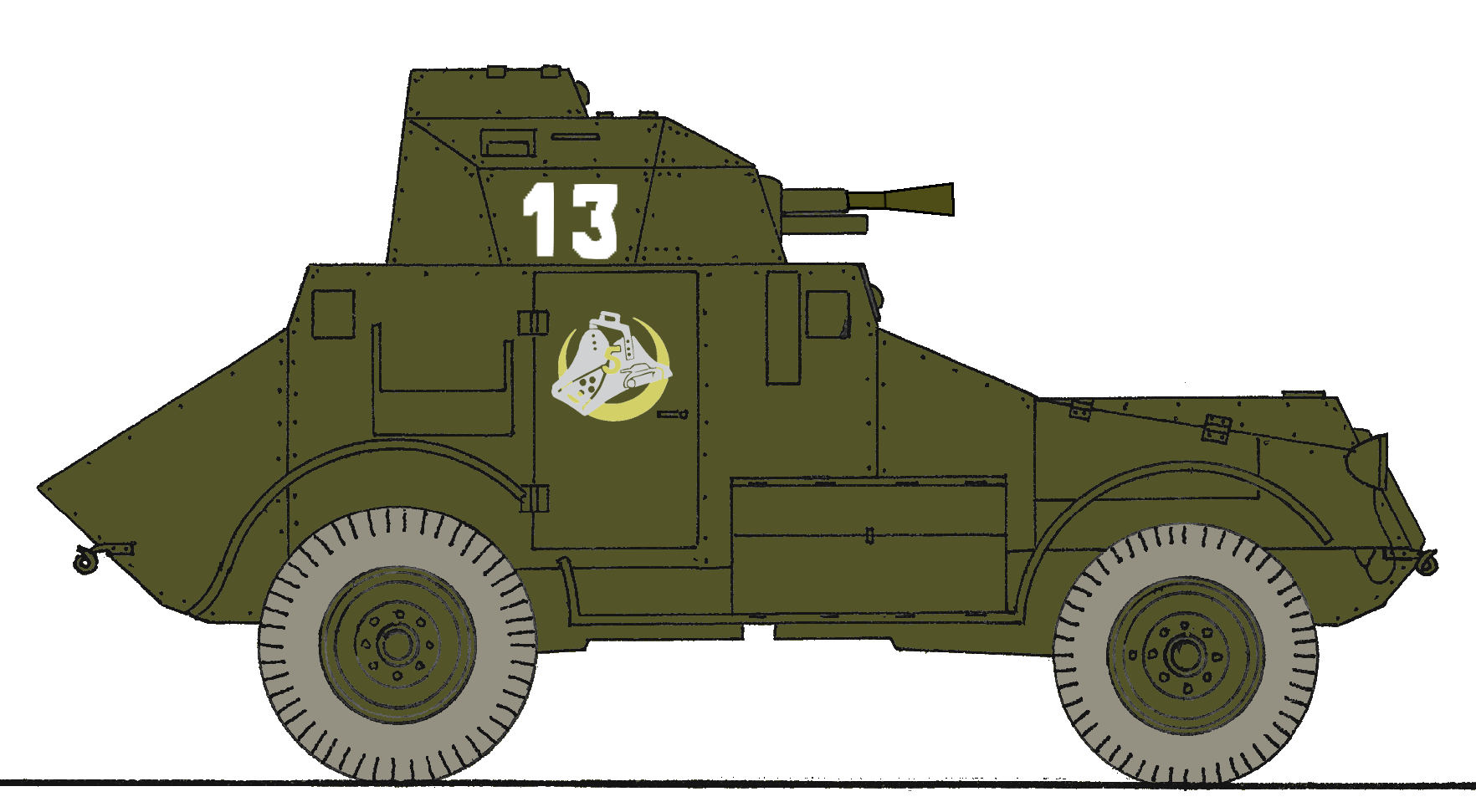
AMD Panhard TOE

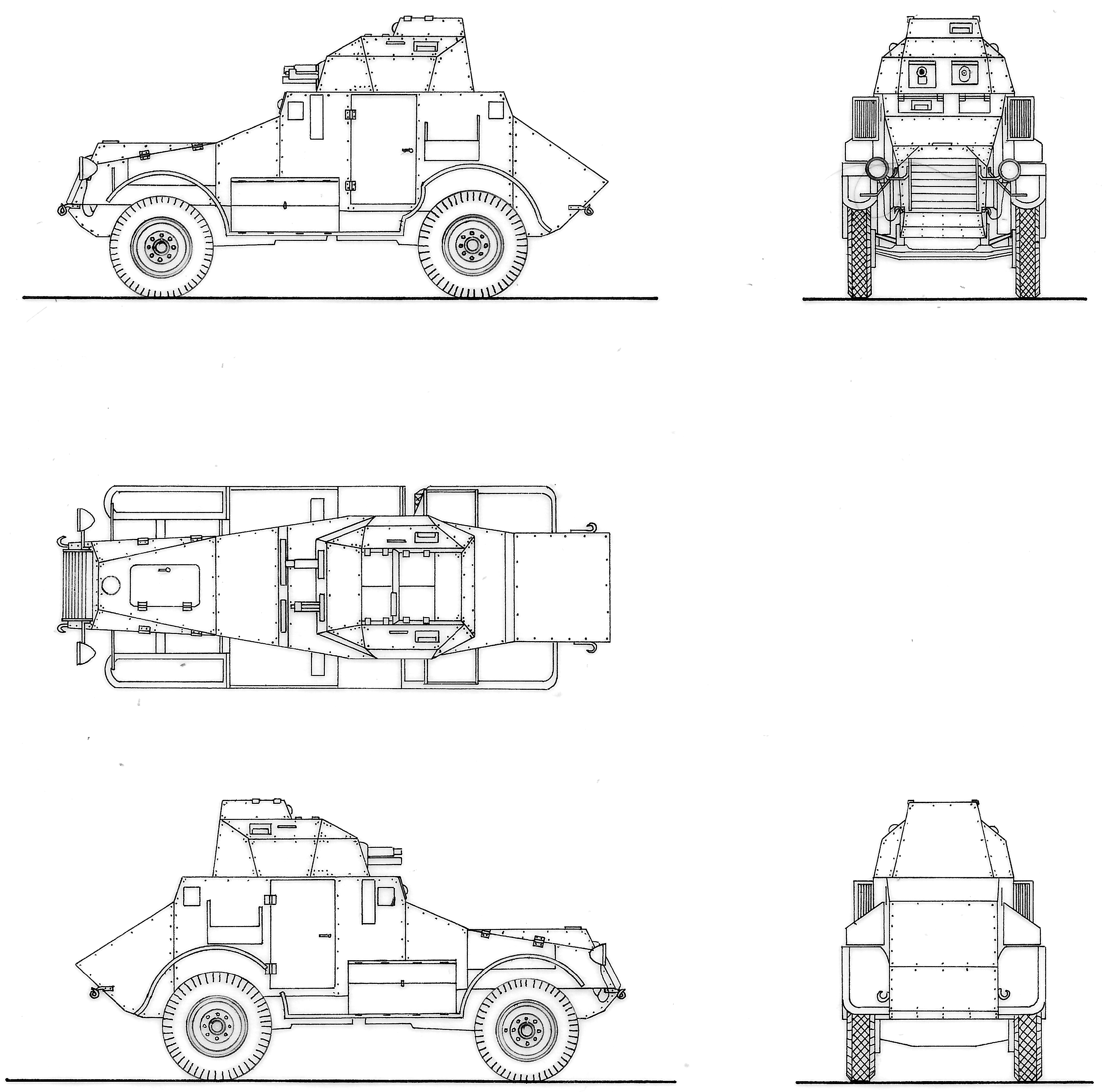
Panhard 165/175 AMD TOE, Rißzeichnung

## Geschichte
Bereits um 1925 hatte Panhard auf der Basis seiner schweren PKW diverse Panzerspähwagen entwickelt: Der Panhard X48 war ein aus dem PKW Panhard X41 entwickelter Prototyp. Die Panzerung bestand aus Weichstahl. Er hatte einen Drehturm mit der Einbaumöglichkeit für ein MG, vier Mann Besatzung (davon zwei Fahrer: einen für die Vorwärts- und einen für die Rückwärtsfahrt), wog vier Tonnen und wurde 1926–1927 ausgiebig getestet. Er blieb als Einzelstück bis Ende der 1930er Jahre als Kommandeursfahrzeug bei der Truppe. Das Fahrzeug hatte allerdings noch keinen Vierradantrieb.
Von einem weiteren Fahrzeug, Panhard X 46, entstanden vier Stück: Ein 1928 getesteter Prototyp und drei Serienfahrzeuge 1929. Es handelte sich um ein vollgepanzertes Fahrzeug, dessen Kampfraum aber oben offen war. Die drei Serienfahrzeuge waren zunächst in Südalgerien bei Colomb Bechar eingesetzt, ab 1934 in und um Oran.
Aufbauend auf den Erfahrungen mit diesen Typen, schuf die Firma Panhard 1928 den Panhard 165. Das erste Fahrzeug wurde 1929 geliefert und umfassend erprobt, weitere 20 Fahrzeuge folgten 1930. Sie erhielten die Bezeichnung „AMD TOE“ (Automitrailleuse de découverte théatres d' opérations exterieurs = bewaffnetes Aufklärungsfahrzeug für Übersee-Gebiete). Die Autos hatten eine Panzerung aus Weichstahl von maximal 9 mm Stärke.
1931 erschien eine Variante ohne Turm mit geschlossenem Kampfraum als Mannschaftstransportfahrzeug zum Transport von 10 Mann unter Panzerschutz, diese Variante hieß Panhard 165 CBP (Camion blindé Panhard = gepanzerter LKW Panhard). Von dieser Variante wurden ebenfalls 20 Stück gebaut. dieses Fahrzeug wird häufig auch fälschlich als „Panhard 179“ bezeichnet. Diese Bezeichnung ist indessen falsch: „Panhard voiture spéciale 179“ war eine Militär-Variante des LKW Panhard K34.
Der 1932 gebaute Panhard 175 hatte eine Panzerung aus vergütetem Stahl, ein anders übersetztes Getriebe und eine verstärkte Hinterradaufhängung. Von dieser Variante wurden 18 Stück gebaut, ferner 1934 ein einzelnes Fahrgestell ohne Aufbau.
Der Einsatz der Fahrzeuge erfolgte ausschließlich in den Kolonien, vor allem in Französisch-Marokko, bis etwa 1938. 1939 waren noch 32 Fahrzeuge in Nordafrika im Einsatz, im Juni 1941 hatte das 3. Regiment Afrikanische Jäger (Chasseurs d' Afrique, RCA) in Constantine noch 18 Fahrzeuge im Bestand, das 5. Regiment Chasseurs d' Afrique in Algier noch 4 Stück. Im französischen Mutterland wurde das Fahrzeug nicht eingeführt, sondern stattdessen ab etwa 1935 der modernere Panhard 178.

## Technik
Der Vierzylindermotor hatte eine Bohrung von 105 und einen Hub von 140 mm, woraus sich ein Hubraum von 4849 cm³ errechnet, und leistete 86 PS. Er hatte –wie alle Panhard-Motoren der damaligen Zeit– Schieber statt Ventilen und wurde in zahlreichen Panhard-Automobilen, unter anderem auch im LKW Panhard K34 verwendet.
Der drehbare Turm enthielt eine 37-mm-Hotchkiss-SA-Kanone mit 194 Schuss und ein achsparalleles MG Typ MAC3 mit 3900 Schuss.